# 统计学家列表
以下列出了统计学家，或对统计学理论、概率论、信息论或机器学习、人工智能等相关领域作出过突出贡献的人。

## A - E
- Odd Aalen（英语：Odd Aalen） (1947–)
- 戈特弗里德·阿亨瓦尔（英语：Gottfried Achenwall） (1719–1772)
- 亚伯拉罕·曼尼·艾德斯坦（英语：Abraham Manie Adelstein） (1916–1992)
- 约翰·艾奇逊（英语：John Aitchison） (1926–)
- 亚历山大·艾特肯（英语：Alexander Aitken） (1895–1967)
- 赤池弘次 (1927–)
- 奥斯卡·安德尔森（英语：Oskar Anderson） (1887–1960)
- 彼得·阿米蒂奇（英语：Peter Armitage） (1924–)
- Raghu Raj Bahadur（英语：Raghu Raj Bahadur） (1924-1997)
- 乔治·阿尔弗雷德·巴纳德（英语：George Alfred Barnard） (1915–2002)
- 莫里斯·史蒂文森·巴特利特（英语：M. S. Bartlett） (1910–2002)
- Debabrata Basu（英语：Debabrata Basu） (1924–2001)
- 劳伦斯·巴克斯特（英语：Laurence Baxter） (1954–1996)
- 迈克尔·巴克斯特（英语：Michael Baxter） (1956-)
- 托马斯·贝叶斯 (1702–1761)
- 唐·贝瑞（英语：Don Berry (statistician)）
- 艾伦·伯恩鲍姆（英语：Allan Birnbaum） (1923–1976)
- 戴维·布莱克威尔 (1919–)
- 拉迪斯劳斯·博特基威茨（英语：Ladislaus Bortkiewicz） (1868–1931)
- 钱德拉·鲍斯（英语：Raj Chandra Bose） (1901–1987)
- 亨利·伯顿利（Henry Bottomley） (1963–)
- 亚瑟·里昂·鲍利（英语：Arthur Lyon Bowley） (1869–1957)
- George Box（英语：George Box） (1919–)
- Bento de Jesus Caraça（英语：Bento de Jesus Caraça） (1901–1948)
- 伊恩·卡索耳（英语：Ian Castles）
- 乔治·查尔默斯（英语：George Chalmers） (1742–1825)
- 戴维·高恩·钱珀瑙恩（英语：D. G. Champernowne） (1912–2000)
- 卡尔·沙利叶 (1862–1934)
- 切比雪夫 (1821–1894)
- 赫尔曼·切尔诺夫 (1923–)
- 亞歷克塞·澤范蘭傑斯 (1938–)
- Alexander Alexandrovich Chuprov（英语：Alexander Alexandrovich Chuprov） (1874–1926)
- 科林·克拉克（英语：Colin Clark） (1905–1989)
- 理查德·威廉·巴恩斯·克拉克（英语：Richard W. B. Clarke） (1910–1975)
- 罗伯特·汉密尔顿·考特（英语：Robert H. Coats） (1874–1960)
- 科克伦 (1909–1980)
- Timothy Augustine Coghlan（英语：Timothy Augustine Coghlan） (1856–1926)
- 勒拿·库克（英语：Len Cook） (1949–)
- Gauss Moutinho Cordeiro（英语：Gauss Moutinho Cordeiro） (1952–)
- 大卫·科斯 (1924–)
- Gertrude Mary Cox（英语：Gertrude Mary Cox） (1900–1978)
- 理查德·思雷尔克德·考克斯（英语：Richard Threlkeld Cox） (1898–1991)
- 哈拉尔德·克拉梅尔 (1893 – 1985)
- 菲利普·大卫（英语：Philip Dawid） (1946–)
- 德福内梯（英语：Bruno de Finetti） (1906–1985)
- 愛德華茲·戴明 (1900–1993)
- 戴康尼斯 (1945–)
- 理查德·多尔 (1912–2005)
- Karen Dunnell（英语：Karen Dunnell） (1946–)
- A. Ross Eckler（英语：A. Ross Eckler） (1901–1991)
- A. Ross Eckler, Jr.（英语：A. Ross Eckler, Jr.） (1927–)
- 弗雷德里克·莫尔顿·艾登（英语：Frederick Morton Eden） (1766–1809)
- 弗朗西斯·伊西德罗·埃奇沃思 (1845–1926)
- Anthony William Fairbank Edwards（英语：A. W. F. Edwards） (1935–)
- 邱吉尔·艾森哈特（英语：Churchill Eisenhart） (1913–1994)
- 恩格尔 (1821–1896)
- 安格那·克瑞樂普·爾藍（英语：Agner Krarup Erlang） (1878–1929)
- 陈希孺（1934-2005），毕业于武汉大学的数理统计学家
- 劳伦斯·布朗，美国统计学家，宾夕法尼亚大学沃顿商学院教授。华人统计学家蔡天文在康奈尔大学时的导师。
- 蔡天文, 国际数理统计学会会士，曾获得统计学界最高奖“考普斯会长奖”

## F - J
- 方开泰, 在发展多变量分析领域重大贡献，将古典的多元正态分布延展到椭圆分布。除此之外在试验设计领域也有贡献。  范剑青在中科院时期的导师。
- 范剑青, 曾获统计学界最高奖“考普斯会长奖”、洪堡研究奖、世界华人数学家大会晨兴数学金奖等众多奖项。
- 威廉·法尔（英语：William Farr） (1807–1883)
- 费希纳 (1801–1887)
- 费利奇（英语：Ivan Fellegi） (1935–)
- 霍华德·芬克尔（英语：Howard Finkel） (1950-)
- 欧文·费雪 (1867–1947)
- 羅納德·費雪 (1890–1962)
- William Fleetwood（英语：William Fleetwood） (1656–1723)
- 约翰·福克斯 (1945–)
- Arnoldo Frigessi（英语：Arnoldo Frigessi） (1959–)
- 乔治·盖洛普 (1901–1984)
- 法蘭西斯·高爾頓 (1822–1911)
- Seymour Geisser（英语：Seymour Geisser） (1929–2004)
- Lyndhurst Giblin（英语：Lyndhurst Giblin） (1872–1951)
- 罗伯特·吉芬 (1837–1910)
- 科拉多·基尼 (1884–1965)
- 格拉斯 (统计学家)（英语：Gene V. Glass） (1940–)
- 本杰明·贡培兹 (1779–1865)
- I. J. Good（英语：I. J. Good） (1916–)
- Phillip Good（英语：Phillip Good）(1937–)
- 威廉·戈塞 (1876–1937) - 以其笔名“学生氏”(Student)著称
- 约翰·格朗特 (1620–1674)
- 格林伍德（英语：Major Greenwood） (1880–1949)
- Emil Julius Gumbel（英语：Emil Julius Gumbel） (1891–1966)
- Dimitrie Gusti（英语：Dimitrie Gusti） (1880–1955)
- Pierre Gy（英语：Pierre Gy） (1924–)
- 赫尔曼·何乐礼，IBM早期创始人。
- Steven Haberman（英语：Steven Haberman） (1951–)
- 安德斯·哈爾德 (1913–2007)
- Jotun Hein（英语：Jotun Hein） (1956–)
- 赫尔默特（英语：Friedrich Robert Helmert） (1843–1917)
- 吉姆·亨迪（英语：Jim Hendy） (1905-1961)
- 杰克·希伯特（英语：Jack Hibbert） (1932–2005)
- Joseph Hilbe（英语：Joseph Hilbe） (1944-)
- 奧斯汀·布萊德福·希爾 (1897–1991)
- Nils Lid Hjort（英语：Nils Lid Hjort） (1953–)
- 瓦西里·霍夫丁 (1914–1991)
- 赫尔曼·荷勒里斯 (1860–1929)
- 蒂姆·霍尔特（英语：Tim Holt (statistician)） (1943–)
- Reginald Hawthorn Hooker（英语：Reginald Hawthorn Hooker） (1867–1944)
- 哈罗德·霍特林 (1895–1973)
- 达莱尔.哈夫（英语：Darrell Huff） (1913–2001)
- Ion Ionescu de la Brad（英语：Ion Ionescu de la Brad） (1818–1891)
- 约瑟夫·奥斯卡·欧文（英语：Joseph Oscar Irwin） (1898–1982)
- 石川馨 (1915–1989)
- 比尔·詹姆斯 (作家) (1949-)
- 埃德温·汤普森·杰尼斯（英语：Edwin Thompson Jaynes） (1922–1998)
- Gwilym Jenkins（英语：Gwilym Jenkins） (1933–1982)
- William H. Jefferys（英语：William H. Jefferys） (1940–)
- 哈罗德·杰弗里斯 (1891–1989)
- E. Morton Jellinek（英语：E. Morton Jellinek） (1890–1963)
- 威廉姆·斯坦利·杰文斯 (1835–1882)
- 诺曼·劳埃德·约翰逊（英语：Norman Lloyd Johnson） (1917–2004)
- 约瑟夫·M·朱兰 (1904–2008)
- James Jurin（英语：James Jurin） (1684-1750)

- 寇星昌, 考普斯会长奖

## K - N
- 大卫·乔治·肯德尔（英语：David George Kendall） (1918–)
- 莫里斯·肯得尔（英语：Maurice Kendall） (1907–1983)
- 约翰·景文（英语：John Kingman） (1939–)
- 莱斯利·基什（英语：Leslie Kish） (1910–2000)
- 安德雷·柯爾莫哥洛夫 (1903–1987)
- Jaromír Korčák（英语：Jaromír Korčák） (1895–1989)
- 約瑟夫·克魯斯卡爾 (1929–2010)
- William Kruskal（英语：William Kruskal） (1919–2005)
- 蓝光国（英语：Gordon Lan）
- 埃蒂恩·拉斯贝尔（英语：Etienne Laspeyres） (1834–1913)
- 约翰·劳 (1671–1729)
- 呂西安·勒·凱姆 (1924–2000)
- 威爾赫姆·萊克希斯 (1837–1914)
- Jarl Waldemar Lindeberg（英语：Jarl Waldemar Lindeberg） (1876–1932)
- Dennis Lindley（英语：Dennis Lindley） (1923–)
- Yuri Vladimirovich Linnik（英语：Yuri Vladimirovich Linnik） (1915–1972)
- 阿弗雷德·洛特卡 (1880–1949)
- 菲利普·伦德伯格（英语：Filip Lundberg） (1876–1965)
- Prasanta Chandra Mahalanobis（英语：Prasanta Chandra Mahalanobis） (1893–1972)
- 南希·曼特尔（英语：Nathan Mantel） (1919–2002)
- 唐納德·馬夸特 (1929–1997)
- Motosaburo Masuyama（英语：Motosaburo Masuyama） (1912–2005)
- Anderson Gray McKendrick（英语：Anderson Gray McKendrick） (1876–1943)
- 克劳斯·莫瑟（英语：Claus Moser, Baron Moser） (1922–)
- 菲德里克·莫斯提勒（英语：Frederick Mosteller） (1916–2006)
- 威廉·纽马奇（英语：William Newmarch） (1820–1882)
- 耶日·奈曼（英语：Jerzy Neyman） (1894–1981)
- 弗羅倫斯·南丁格爾 (1820–1910)
- 刘军, 曾获得过统计学界最高奖“考普斯会长奖”以及华人数学最高奖“晨兴数学金奖”。
- 孟晓犁 (1963–)，考普斯会长奖，著有多篇研究性论文，涉及马尔科夫蒙特卡洛算法及其它统计学方法。

## P - T
- Robert Tibshirani (1956–)
- 伊曼纽尔·帕尔逊（英语：Emanuel Parzen） (1929–)
- 伊根·皮尔逊（英语：Egon Pearson） (1895–1980)
- 卡尔·皮尔逊 (1857–1936)
- 威廉·配第 (1623–1687)
- E.J.G. Pitman（英语：E.J.G. Pitman） (1897–1993)
- 威廉·普莱菲（英语：William Playfair） (1759–1823)
- 喬治·波利亞 (1887–1985)
- Alwyn Pritchard（英语：Alwyn Pritchard） (1947–)
- 凱特勒 (1796–1874)
- 霍华德·瑞法（英语：Howard Raiffa）
- Ştefan Ralescu（英语：Ştefan Ralescu） (1952-)
- 卡利安普迪·拉达克里希纳·拉奥(C.R. Rao) (1920–), 美国国家科学奖章，盖伊奖章， 莲花赐勋章得主，R. A. Fisher Lectureship。
- Georg Rasch（英语：Georg Rasch） (1901–1980)
- Šarūnas Raudys（英语：Šarūnas Raudys） (1941-)
- Olav Reiersøl（英语：Olav Reiersøl） (1908–2001)
- Brian Ripley（英语：Brian Ripley） (1952–)
- 赫伯特·罗宾斯（英语：Herbert Robbins） (1922–2001)
- Irving Rosenwater（英语：Irving Rosenwater） (1932–2006)
- S. N. Roy（英语：S. N. Roy） (1906–1966)
- Jeff Sagarin（英语：Jeff Sagarin）
- Leonard Jimmie Savage（英语：Leonard Jimmie Savage） (1917–1971)
- 罗伯特·施赖弗（英语：Robert Schlaifer） (1915–1994)
- 阿瑟·舒斯特（英语：Arthur Schuster） (1851–1934)
- 豪威·斯奇瓦布（英语：Howie Schwab）
- Tore Schweder（英语：Tore Schweder） (1943–)
- 伊丽莎白·斯科特 (1917–1988)
- Pyotr Semenov-Tyan-Shansky（英语：Pyotr Semenov-Tyan-Shansky） (1827–1914)
- 劳埃德·夏普利 (1923–)
- William Fleetwood Sheppard（英语：William Fleetwood Sheppard） (1863–1936)
- 沃特·安德鲁·休哈特 (1891–1967)
- 赫伯特·希雪（英语：Herbert Sichel） (1915–1995)
- 约翰·辛克莱（英语：John Sinclair (writer)） (1754–1835)
- 尤金·斯勒茨基 (1880–1948)
- Adrian Smith（英语：Adrian Smith (statistician)） (1946–)，第63任英國皇家學會會長
- Cedric Smith（英语：Cedric Smith） (1917–2002)
- 斯内德克（英语：George W. Snedecor） (1881–1974)
- 卡尔斯奈德（英语：Carl Snyder） (1869–1946)
- 查尔斯·斯皮尔曼（英语：Charles Spearman） (1863–1945)
- 戴维·斯皮格霍尔特 (1953–)
- 乔赛亚·斯坦普（英语：Josiah Stamp, 1st Baron Stamp） (1880–1941)
- 斯蒂芬·施蒂茨勒
- Dietrich Stoyan（英语：Dietrich Stoyan） (1940–)
- 田口玄一 (1924–2012)
- 托瓦爾·N·蒂勒 (1838–1910)
- 约翰·塔基 (1915–2000)

## U - Z
- 吴建福，统计学界最高奖“考普斯会长奖”得主，R. A. Fisher Lectureship。
- 王永雄，统计学界最高奖“考普斯会长奖”得主。
- 王梓坤
- 杰西卡·乌兹（英语：Jessica Utts）
- 弗拉基米尔·瓦普尼克 (1935 - )
- 亚伯拉罕·瓦尔德 (1902–1950)
- 克里斯·华莱仕（英语：Chris Wallace (computer scientist)） (1933–2004)
- 瓦洛迪·韋伯 (1887–1979)
- 阿诺德·温斯托克（英语：Arnold Weinstock） (1924–2002)
- Harald Ludvig Westergaard（英语：Harald Ludvig Westergaard） (1853–1936)
- Peter Whittle（英语：Peter Whittle） (1927–)
- 威尔科克森 (1892–1965)
- 馬丁·威爾克 (1922–2013)
- Samuel Stanley Wilks（英语：Samuel Stanley Wilks） (1906–1964)
- 约翰·维希特（英语：John Wishart (statistician)） (1898–1956)
- Herman Wold（英语：Herman Wold） (1908–1992)
- 伍佛维兹（英语：Jacob Wolfowitz） (1910–1981)
- Frank Yates（英语：Frank Yates） (1902–1994)
- 亚瑟·杨格 (1741–1820)
- 犹勒（英语：Udny Yule） (1871–1951)
- 齐普夫（英语：George Kingsley Zipf） (1902–1950)
- 阿诺德·泽尔纳（英语：Arnold Zellner） (1927–)
- 许宝騄（1910-1970）
- 郁彬, 美国艺术与科学院和美国国家科学院院士。